# Úszás a 2003. évi nyári európai ifjúsági olimpiai fesztiválon
A 2003. évi nyári európai ifjúsági olimpiai fesztiválon az úszó versenyszámait Párizsban rendezték. A férfiak és a nők is 15-15 számban versenyeztek, továbbá volt egy férfi-női vegyes váltó szám is.

## Összesített éremtáblázat
| A 2003. évi nyári európai ifjúsági olimpiai fesztivál összesített éremtáblázata úszásban | A 2003. évi nyári európai ifjúsági olimpiai fesztivál összesített éremtáblázata úszásban | A 2003. évi nyári európai ifjúsági olimpiai fesztivál összesített éremtáblázata úszásban | A 2003. évi nyári európai ifjúsági olimpiai fesztivál összesített éremtáblázata úszásban | A 2003. évi nyári európai ifjúsági olimpiai fesztivál összesített éremtáblázata úszásban | Olimpia  |
| ---------------------------------------------------------------------------------------- | ---------------------------------------------------------------------------------------- | ---------------------------------------------------------------------------------------- | ---------------------------------------------------------------------------------------- | ---------------------------------------------------------------------------------------- | -------- |
|                                                                                          | Ország                                                                                   | Arany                                                                                    | Ezüst                                                                                    | Bronz                                                                                    | Összesen |
| 1.                                                                                       | Magyarország                                                                             | 10                                                                                       | 7                                                                                        | 5                                                                                        | 22       |
| 2.                                                                                       | Oroszország                                                                              | 8                                                                                        | 4                                                                                        | 7                                                                                        | 19       |
| 3.                                                                                       | Egyesült Királyság                                                                       | 4                                                                                        | 5                                                                                        | 8                                                                                        | 17       |
| 4.                                                                                       | Olaszország                                                                              | 3                                                                                        | 3                                                                                        | 2                                                                                        | 8        |
| 5.                                                                                       | Portugália                                                                               | 2                                                                                        | 0                                                                                        | 1                                                                                        | 3        |
| 6.                                                                                       | Románia                                                                                  | 2                                                                                        | 0                                                                                        | 0                                                                                        | 2        |
| 7.                                                                                       | Németország                                                                              | 1                                                                                        | 6                                                                                        | 3                                                                                        | 10       |
| 8.                                                                                       | Belgium                                                                                  | 1                                                                                        | 1                                                                                        | 0                                                                                        | 2        |
|                                                                                          | Svédország                                                                               | 0                                                                                        | 2                                                                                        | 0                                                                                        | 2        |
| 10.                                                                                      | Ukrajna                                                                                  | 0                                                                                        | 1                                                                                        | 2                                                                                        | 3        |
| 11.                                                                                      | Ausztria                                                                                 | 0                                                                                        | 1                                                                                        | 0                                                                                        | 1        |
|                                                                                          | Görögország                                                                              | 0                                                                                        | 1                                                                                        | 0                                                                                        | 1        |
|                                                                                          | Spanyolország                                                                            | 0                                                                                        | 1                                                                                        | 0                                                                                        | 1        |
| 14.                                                                                      | Fehéroroszország                                                                         | 0                                                                                        | 0                                                                                        | 2                                                                                        | 2        |
|                                                                                          |                                                                                          |                                                                                          |                                                                                          |                                                                                          |          |
| Összesen                                                                                 | Összesen                                                                                 | 31                                                                                       | 32                                                                                       | 30                                                                                       | 93       |

## Férfi
| A 2003. évi nyári európai ifjúsági olimpiai fesztivál férfi érmesei úszásban |                                   |          |                                                                           |          |                                          |          |
| Versenyszám                                                                  | Arany                             | Arany    | Ezüst                                                                     | Ezüst    | Bronz                                    | Bronz    |
| 50 m gyors                                                                   | Tiago Venancio · Portugália       | 23,78    | Sergiy Bilov · Ukrajna                                                    | 23,84    | Makány Balázs · Magyarország             | 24,20    |
| 100 m gyors                                                                  | Tiago Venancio · Portugália       | 52,10    | Andrea Busato · Olaszország                                               | 52,67    | Sergiy Bilov · Ukrajna                   | 52,83    |
| 200 m gyors                                                                  | Andrea Busato · Olaszország       | 1:53,06  | Alibek Käsler · Németország                                               | 1:53,59  | Vitaly Romanovich · Oroszország          | 1:54,14  |
| 400 m gyors                                                                  | Casian Andrei Mincă · Románia     | 3:59,73  | Miguel Payeras · Spanyolország                                            | 4:00,54  | Kiss Gergő · Magyarország                | 4:00,56  |
| 1 500 m gyors                                                                | Kiss Gergő · Magyarország         | 15:33,08 | Christopher Alderton · Egyesült Királyság                                 | 15:48,31 | Maxim Luchnikov · Oroszország            | 15:56,79 |
| 100 m hát                                                                    | Makány Balázs · Magyarország      | 58,44    | Marco Malinverno · Olaszország                                            | 58,76    | Scott Houston · Egyesült Királyság       | 59,11    |
| 200 m hát                                                                    | Simone Manni · Olaszország        | 2:05,11  | Makány Balázs · Magyarország                                              | 2:05,38  | Scott Houston · Egyesült Királyság       | 2:06,19  |
| 100 m mell                                                                   | Grigori Falko · Oroszország       | 1:03,28  | Fernando Mazzotta · Olaszország                                           | 1:04,06  | Molnár Ákos · Magyarország               | 1:04,80  |
| 200 m mell                                                                   | Grigori Falko · Oroszország       | 2:16,32  | Molnár Ákos · Magyarország · Mark Branch · Egyesült Királyság             | 2:18,85  |                                          |          |
| 100 m pillangó                                                               | Michael Rock · Egyesült Királyság | 56,01    | Toni Embacher · Németország                                               | 56,43    | Davide Joseph Natullo · Olaszország      | 57,11    |
| 200 m pillangó                                                               | Kovács Norbert · Magyarország     | 2:03,82  | Fabian Schilha · Németország                                              | 2:03,93  | Simon Le Couilliard · Egyesült Királyság | 2:05,15  |
| 200 m vegyes                                                                 | Verrasztó Dávid · Magyarország    | 2:06,29  | Grigori Falko · Oroszország                                               | 2:06,83  | Alibek Käsler · Németország              | 2:08,48  |
| 400 m vegyes                                                                 | Verrasztó Dávid · Magyarország    | 4:23,79  | Grigori Falko · Oroszország                                               | 4:27,78  | Max Underhay · Egyesült Királyság        | 4:35,07  |
| 4 × 100 m gyors                                                              | Németország                       | 3:30,33  | Oroszország                                                               | 3:30,52  | Ukrajna                                  | 3:32,61  |
| 4 × 100 m vegyes                                                             | Egyesült Királyság                | 3:50,70  | Magyarország · Kovács Norbert · Makány Balázs · Molnár Ákos · Szabó János | 3:53,46  | Olaszország                              | 3:55,94  |

## Női
| A 2003. évi nyári európai ifjúsági olimpiai fesztivál női érmesei úszásban |                                                                                   |         |                                                                                |         |                                            |         |
| Versenyszám                                                                | Arany                                                                             | Arany   | Ezüst                                                                          | Ezüst   | Bronz                                      | Bronz   |
| 50 m gyors                                                                 | Gaia Mancabelli · Olaszország                                                     | 26,36   | Jorina Aerents · Belgium                                                       | 26,83   | Francesca Halsall · Egyesült Királyság     | 27,03   |
| 100 m gyors                                                                | Jorina Aerents · Belgium                                                          | 58,07   | Vasiliki Tsampasian · Görögország                                              | 58,23   | Francesca Halsall · Egyesült Királyság     | 58,44   |
| 200 m gyors                                                                | Ionela Cozma · Románia                                                            | 2:04,27 | Urbán Kata · Magyarország                                                      | 2:05,11 | Ekaterina Beresneva · Oroszország          | 2:05,29 |
| 400 m gyors                                                                | Anastasia Ivanenko · Oroszország                                                  | 4:19,38 | Rebecca Adlington · Egyesült Királyság                                         | 4:19,84 | Urbán Kata · Magyarország                  | 4:23,22 |
| 800 m gyors                                                                | Anastasia Ivanenko · Oroszország                                                  | 8:52,26 | Rebecca Adlington · Egyesült Királyság                                         | 8:56,61 | Valerie Mülder · Németország               | 8:58,58 |
| 100 m hát                                                                  | Alena Klyuchnikova · Oroszország                                                  | 1:04,77 | Maxim Dóra · Magyarország                                                      | 1:05,39 | Aliaksandra Pazdniakova · Fehéroroszország | 1:05,92 |
| 200 m hát                                                                  | Alena Klyuchnikova · Oroszország                                                  | 2:16,27 | Verrasztó Evelyn · Magyarország                                                | 2:17,06 | Aliaksandra Pazdniakova · Fehéroroszország | 2:19,73 |
| 100 m mell                                                                 | Stacey Tadd · Egyesült Királyság                                                  | 1:11,49 | Sandra Jacobson · Svédország                                                   | 1:12,80 | Anastasia Uymenova · Oroszország           | 1:13,37 |
| 200 m mell                                                                 | Stacey Tadd · Egyesült Királyság                                                  | 2:32,36 | Sandra Jacobson · Svédország                                                   | 2:33,15 | Diana Gomes · Portugália                   | 2:36,99 |
| 100 m pillangó                                                             | Jakabos Zsuzsanna · Magyarország                                                  | 1:03,24 | Larisa Mogutova · Oroszország                                                  | 1:03,65 | Antje Mahn · Németország                   | 1:03,86 |
| 200 m pillangó                                                             | Urbán Kata · Magyarország                                                         | 2:14,69 | Antje Mahn · Németország                                                       | 2:17,51 | Larisa Mogutova · Oroszország              | 2:18,01 |
| 200 m vegyes                                                               | Jakabos Zsuzsanna · Magyarország                                                  | 2:20,58 | Nina Dittrich · Ausztria                                                       | 2:21,55 | Julie Gould · Egyesült Királyság           | 2:22,41 |
| 400 m vegyes                                                               | Hajnal Erika · Magyarország                                                       | 4:56,22 | Julie Gould · Egyesült Királyság                                               | 4:57,51 | Anastasia Ivanenko · Oroszország           | 4:58,24 |
| 4 x 100 m gyors                                                            | Magyarország · Hosszú Katinka · Jakabos Zsuzsanna · Urbán Kata · Verrasztó Evelyn | 3:54,32 | Németország                                                                    | 3:55,23 | Oroszország                                | 3:58,25 |
| 4 x 100 m vegyes                                                           | Oroszország                                                                       | 4:19,98 | Magyarország · Dara Eszter · Jakabos Zsuzsanna · Maxim Dóra · Verrasztó Evelyn | 4:23,02 | Egyesült Királyság                         | 4:24,53 |

## Vegyes
| A 2003. évi nyári európai ifjúsági olimpiai fesztivál vegyes váltó érmesei úszásban |             |         |             |         |                                                                           |         |
| Versenyszám                                                                         | Arany       | Arany   | Ezüst       | Ezüst   | Bronz                                                                     | Bronz   |
| 4 × 200 m vegyes                                                                    | Oroszország | 8:00,44 | Németország | 8:00,69 | Magyarország · Urbán Kata · Verrasztó Evelyn · Kiss Gergő · Zubcsek Dénes | 8:07,04 |